# AIMP
AIMP (Artem Izmaylov Media Player) – bezpłatny program komputerowy dla systemu Windows, wyprodukowany przez AIMP DevTeam. Główną funkcją programu jest możliwość odtwarzania większości plików audio (w tym internetowych stacji radiowych). Celem programu jest oferowanie jak największej ilości funkcji przy jednoczesnym jak najmniejszym obciążeniu zasobów procesora i pamięci. Od wersji 3.00 posiada autorski silnik.
Od 2014 roku AIMP DevTeam rozpoczął prace nad programem AIMP dla systemu Android. Program otrzymuje bardzo wysokie oceny użytkowników. Program można pobrać za darmo na Smartfony z systemem Android dzięki aplikacji "Google Play".

## Funkcje
- Obsługuje następujące formaty[2]:

.CDA, .AAC, .AC3, .APE, .DTS, .FLAC, .IT, .MIDI, .MO3, .MOD, .M4A, .M4B, .MP1, .MP2, .MP3, .MPC, .MTM, .OFR, .OGG, .RMI, .S3M, .SPX, .TAK, .TTA, .UMX, .WAV, .WMA, .WV, .XM
- Zapewnia obsługę wyjść[2]:

DirectSound / ASIO / WASAPI
- Posiada 18-pasmowy korektor oraz wbudowane efekty dźwiękowe:

pogłos, flanger, chorus, zmianę tonu, zmianę tempa, echo, zmianę basu, wzmocnienie, usuwanie mowy
- Zapewnia 32-bitowe przetwarzanie audio
- Posiada zakładkę ulubionych
- Posiada kolejkę odtwarzania
- Zapewnia wsparcie CUE
- Umożliwia przesyłanie statystyk przesłuchanych utworów do Last.fm
- Posiada wielojęzyczność
- Umożliwia korzystanie z globalnych i lokalnych skrótów klawiszowych
- Posiada edytor znaczników
- Zawiera organizer z opcją wyszukiwania
- Pozwala na odtwarzanie internetowych stacji radiowych
- Umożliwia rejestrowania radia internetowego do formatów: OGG / WAV / MP3 / AAC / AAC+
- Posiada opcję budzenia
- Obsługuje wtyczki
- Umożliwia konwertowanie dźwięku